# Alex (calciatore 1999)
Alex de Oliveira Nascimento (Ribeirão Preto, 10 maggio 1999) è un calciatore brasiliano, difensore del Santos.

## Caratteristiche tecniche
È un difensore centrale.

## Carriera
Nato a Ribeirão Preto, è entrato nel settore giovanile del Fluminense nel 2016, proveniente dal San Paolo. Qui ha militato per tre stagioni nella formazione Under-20 riuscendo comunque a fare il suo esordio in prima squadra il 27 dicembre 2018 in occasione del match del Brasileirão perso 3-0 contro il Santos, dove ha rimpiazzato Wesley Frazan nel finale.
Il 7 maggio 2019 è stato acquistato a titolo definitivo dal Santos, che lo ha assegnato alla formazione Under-20 ed il 30 luglio seguente gli ha rinnovato il contratto fino al 2023. Il 22 gennaio 2020 è stato incluso nella rosa della prima squadra del Campionato Paulista per via degli infortuni accorsi a Lucas Veríssimo e Felipe Aguilar ed il 1º luglio è stato definitivamente promosso rinnovando il contratto di un ulteriore anno.

## Statistiche
Statistiche aggiornate al 28 settembre 2020.

### Presenze e reti nei club
| Stagione        | Squadra         | Campionato      | Campionato | Campionato | Coppe nazionali | Coppe nazionali | Coppe nazionali | Coppe continentali | Coppe continentali | Coppe continentali | Altre coppe | Altre coppe | Altre coppe | Totale | Totale | Totale |
| Stagione        | Squadra         | Comp            | Pres       | Reti       | Comp            | Pres            | Reti            | Comp               | Pres               | Reti               | Comp        | Pres        | Reti        | Pres   | Reti   |        |
| --------------- | --------------- | --------------- | ---------- | ---------- | --------------- | --------------- | --------------- | ------------------ | ------------------ | ------------------ | ----------- | ----------- | ----------- | ------ | ------ | ------ |
| 2018            | Fluminense      | A/RJ+A          | 0+1        | 0          | CB              | 0               | 0               |                    | -                  | -                  |             | -           | -           | 1      | 0      |        |
| 2020            | Santos          | A1/SP+A         | 0+5        | 0          | CB              | 0               | 0               | CL                 | 1                  | 0                  |             | -           | -           | 6      | 0      |        |
| Totale carriera | Totale carriera | Totale carriera | 6          | 0          |                 | 0               | 0               |                    | 1                  | 0                  |             | -           | -           | 7      | 0      |        |

## Palmarès

### Club

#### Competizioni nazionali
- Campeonato Brasileiro Série B: 1

Santos: 2024